# Philophyllum tenuifolium
Philophyllum tenuifolium là một loài Rêu trong họ Hookeriaceae. Loài này được (Mitt.) Broth. mô tả khoa học đầu tiên năm 1907.